# Caroline Bauer
Caroline Silveira Bauer (Porto Alegre, 1983) é uma historiadora e professora de história brasileira especialista na história ditadura militar brasileira. Vencedora do I Concurso Internacional de Teses de Doutorado sobre o Brasil e a América Latina, é professora da Universidade Federal do Rio Grande do Sul e coordenadora do Laboratório de Estudos sobre os Usos Políticos do Passado (LUPPA), da UFRGS. Entre 2011 e 2013, foi consultora da Secretaria de Direitos Humanos da Presidência da República. É autora do livro Como será o passado?, considerado uma das mais importantes obras da historiografia recente do Brasil.

## Carreira
Caroline formou-se historiadora, mestra e doutora pela Universidade Federal do Rio Grande do Sul (UFRGS), tendo recebido esta última titulação também pela Universidade de Barcelona. Na pós-graduação, seus trabalhos trataram da repressão dos regimes militares brasileiro e argentino, sendo a dissertação sobre a atuação do DOPS no Rio Grande do Sul e a tese sobre o Brasil e a Argentina.
Entre 2011 e 2013, trabalhou como consultora para a Secretaria de Direitos Humanos da Presidência da República, na Comissão Especial sobre Mortos e Desaparecidos Políticos. Também foi professora da Universidade Federal de Pelotas (UFPel).
Na UFRGS, é professora do departamento de história, do programa de pós-graduação em história, do mestrado profissional em história (PROFHistória) e coordenadora do Laboratório de Estudos sobre os Usos Políticos do Passado (LUPPA). Entre suas áreas de especialidade estão as ditaduras de segurança nacional no Cone Sul, arquivos de repressão, Direitos Humanos, políticas de memória e usos políticos do passado. Sua atuação também concilia estes interesses com as áreas da história pública e da história digital.
Bauer foi palestrante na WikiCon Brasil de 2022 sobre a temática da Wikimedia contra a desinformação: Negacionismo histórico.

## Publicações
Em 2009, foi uma das autoras da obra O Historiador e Suas Fontes, onde publicou o capítulo Fontes sensíveis da história recente, ao lado de René Gertz.
Sua tese de doutorado, intitulada Um estudo comparativo da prática do desaparecimento nas ditaduras civil-militares argentina e brasileira e a instituição de políticas de memória na democracia, foi premiada pela Associação Nacional de História e publicada como livro em 2012, sob o título Brasil e Argentina: ditaduras, desaparecimentos e políticas de memória. Com sua tese de doutorado, Caroline também foi vencedora do I Concurso Internacional de Teses de Doutorado sobre o Brasil e a América Latina, organizado pela Faculdade Latino-americana de Ciências Sociais. A publicação foi considerada inestimável em sua contribuição para os estudos sobre as ditaduras militares brasileira e argentina.
Em 2017, publicou pela editora Paco o livro Como Será o Passado?: História, Historiadores e a Comissão Nacional da Verdade, considerado pela crítica uma obra "magistral" e "crucial", além de ser "um dos livros mais importantes publicados no Brasil recente". Resultado de um projeto de pesquisa intitulado Um estudo sobre os usos políticos do passado através do debate em torno da Comissão Nacional da Verdade (Brasil, 2008-2014), o livro é considerado fundamental para a compreensão da ditadura militar brasileira e consistente em apresentar a coexistência de diversas temporalidades conflitantes na narrativa pública.

## Posicionamento na mídia

### Derrubadas de estátuas
Em relação aos movimentos de derrubadas de estátuas de colonizadores e senhores de escravos, Caroline afirmou ser importante questionar a validade das homenagens no espaço público. Seus significados poderiam estar desrespeitando e silenciando a memória daqueles que sofreram com os acontecimentos que os homenageados protagonizaram. Também considerou que a derrubada de estátuas pelo mundo, como as desencadeadas pelo assassinado de George Floyd, são uma tentativa de rompimento com o "silêncio de um passado colonial" e de "trazer novos significados para a memória social".
| “ | O que acho importante é pontuar o debate público sobre a questão. O ato de derrubada é muito mais profundo. Há outras camadas de interpretação. Nossa função é tentar sair dessa superfície do ‘ato de vandalismo’ e tentar entender o que está sendo dito a partir desses atos em relação às estátuas | ” |

### Pandemia de COVID-19
Em entrevista ao TAB Uol, Caroline afirmou que, no seu ponto de vista, uma história da Pandemia de COVID-19 no Brasil deveria ser contada levando em conta problemas como a violação de direitos como a saúde, a moradia e a alimentação. Para ela, estas questões devem ser contrastadas com o descaso dos setores políticos e empresariais com a vida da população.
Em entrevista ao R7, evitou a comparação entre o momento enfrentado durante a pandemia e os períodos de guerra. A única semelhança seria a fuga de padrões de normalidade política. Por conta disso, considerou ser necessária a reinvenção da vida e da experiência humanas para lidar com grande impacto da pandemia na vida econômica e social.